# La Bride sur le cou
Pour plus de détails, voir Fiche technique et Distribution.
La Bride sur le cou est un film franco-italien commencé par Jean Aurel et terminé par Roger Vadim sorti en 1961.

## Synopsis
Mannequin, Sophie (Brigitte Bardot) enrage de jalousie lorsqu'elle découvre que Philippe, son amant photographe, veut épouser Barbara, une riche Américaine. Elle songe au crime passionnel, dérobe le fusil de Philippe et est résolue à tirer sur ce dernier et sur Barbara. 
Dans un caf, elle fait la rencontre d'Alain (Michel Subor) qui a bien du mal à la calmer. Il y arrive en lui proposant de rendre Philippe jaloux. Celui-ci partant avec son Américaine aux sports d'hiver, Sophie et Alain l'y suivent. 
La modicité de leurs ressources ne permet à Sophie et Alain que d'obtenir un lit dans la réserve de l'hôtel où sont descendus Philippe et Barbara. Sophie ne songe alors qu'à faire voler en éclats l’idylle de Philippe, tandis qu'Alain s'éprend de Sophie que Philippe ne songe guère à lui disputer. 
Une soirée dans une boîte de nuit se termine par une double brouille entre les deux couples. De retour à l'hôtel, Alain décide de brusquer les choses et, sous la menace du fusil, exige de Sophie une attitude moins indifférente. Dès le lendemain, une avalanche persuade Sophie qu'Alain est l'homme de sa vie et que Barbara peut bien consoler Philippe.

## Fiche technique
- Titre : La Bride sur le cou
- Réalisation : Roger Vadim, Jean Aurel (non crédité)
- Scénariste : Jean Aurel, Claude Brulé et Roger Vadim
- Photographie : Robert Lefebvre
- Décors : Robert Clavel
- Montage : James Campbell
- Production : Jacques Roitfeld / Francis Cosne
- Pays :  France -  Italie
- Genre : comédie
- Durée : 85 minutes
- Date de sortie : 
  - France : 19 avril 1961
- Affiche : Clément Hurel (France)

## Distribution
- Brigitte Bardot : Sophie
- Michel Subor : Alain Varnier
- Jacques Riberolles : Philippe Belmas
- Joséphine James : Barbara Wilbury
- Mireille Darc : Marie-Jeanne
- Claude Brasseur : Claude
- Edith Zetline : Josette
- Yves Barsacq
- Serge Marquand : le prince fakir
- Robert Berri : le brigadier
- Jean Tissier : le concierge
- Guy Bertil : le jeune marié
- Bernard Fresson : Serge
- Claude Berri : Bernard
- Robert Dalban
- Jacques Hilling : l'opéré
- Max Montavon : le serveur
- Claudine Berg (non créditée)
- Robert Blome (non crédité)
- James Campbell-Badiane : Petit rôle (non crédité)
- Jacques Plée (non crédité)

## Production

### Réalisation
Le tournage du film commencé par Jean Aurel, est  repris, à la demande de Brigitte Bardot par Roger Vadim. L'actrice écrit dans son livre Initiales B.B. mémoires : 
« [...] ce film était une ânerie ! Jean Aurel, le metteur en scène, se trouvait génial... Il avait la mollesse hésitante et le contentement de soi redoutable pour un chef d'entreprise qu'est un metteur en scène. Le soir en regardant les rushes de la veille, désespérants de nullité, nous entendions les éclats de rire de Jean Aurel, ravi, trouvant que chaque plan était le chef-d'œuvre du siècle. »

Par contraste avec La Vérité de Henri-Georges Clouzot qui vient de sortir et est salué comme un chef-d'œuvre, le film lui apparaissait comme « le plus grand navet du siècle » : 
« Un jour, je fis venir les producteurs dans ma loge et leur déclarai tout de go « j'arrête ! » [...] soit j'arrêtais purement et simplement de tourner, soit il fallait changer le metteur en scène. Je me rendis compte que je prêchais des convertis, les producteurs étaient atterrés par la tournure que prenait le film. Ils furent ravis que je décide du renvoi de Jean Aurel. [...] Vadim, par amitié pour Francis Cosne, par tendresse pour moi et parce qu'il vouait un mépris total à Jean Aurel, accepta de nous sortir de cette situation délicate. Rien n'est plus difficile que de reprendre un tournage au pied levé ! Il fallut que Vadim remodèle le scénario à son image, engage un nouveau dialoguiste, Claude Brulé, visionne les rushes, en garde un minimum afin de ne pas jeter trois semaines de travail à la poubelle. Tout ce ravaudage, ce raccommodage était dix fois plus pénible qu'une création originale. »

### Tournage
Une partie du film est tournée dans l'hôtel Ermitage du Moucherotte, au-dessus de Grenoble.